# Remedios Cervantes
Remedios Cervantes Montoya (Málaga, 20 de junio de 1964) es una empresaria, actriz, presentadora de televisión y modelo española.

## Inicios
Su elección como Miss España en 1986, le abrió las puertas del mundo de la moda, al que dedicó doce años de su carrera profesional. Más tarde se alzó con el título de Best Model Of Europe 1988. Como modelo desfiló en las pasarelas de Cibeles y Gaudí, y ha sido portada de revistas como Vogue (México) o Elle (España).

## Teatro
Sin embargo, su decisión de convertirse en actriz profesional le llevó a debutar en el teatro junto a Arturo Fernández en la obra Un hombre de cinco estrellas, representada en Madrid en 1992. En años sucesivos seguirá haciendo incursiones sobre los escenarios con las obras Esto no tiene arreglo (1997), con dirección de Juan José Alonso Millán, Crimen perfecto (2000), Historias de amor (2001) e Hipotecados (2004). Finalmente, en 2006 produjo y protagonizó junto a Carmen de la Maza la obra Buenas noches, madre, de Marsha Norman con gran éxito de público y crítica.
Ha producido y trabajado como actriz la función de teatro Confidencias muy íntimas dirigida por Juan Luis Iborra. En gira nacional desde octubre de 2009 donde arrancó en el Teatro Principal de Alicante, hizo temporada en Madrid en el Teatro Bellas Artes dentro de Los veranos de la Villa en 2010 y finalizó su gira nacional el 21 de enero de 2011 en el Gran Teatro de Alzira.

## Televisión
En televisión debutó como presentadora del programa Las cuatro estaciones en 1993. Ese mismo año, en Telecinco, se unió a Bertín Osborne al frente del espacio musical Veraneando y en noviembre el concurso Todo por la pasta (1993), en Antena 3 con Arévalo. Finalmente, en 1996 presentó El camarote, junto a Andrés Aberasturi.
En cuanto a su faceta de actriz televisiva, debutó en un capítulo de la serie Brigada central (1988), que protagonizaba Imanol Arias y en la que fue su primera experiencia interpretativa. Su primer personaje fijo fue un pequeño papel en la serie En plena forma (1997), que emitió Antena 3 y estuvo protagonizada por Alfredo Landa. Posteriormente se incorporó a la segunda temporada del culebrón Calle nueva (1998-2000) también en TVE y ha intervenido en Arrayán (2001-2003) de Canal Sur también como protagonista y en El pasado es mañana (2005), de Telecinco. Desde 2007 protagoniza en Canal 9 la serie de TV L'Alqueria Blanca con éxito de audiencia. En 2009 ha sido una de las protagonistas de la miniserie Marisol, la película para Antena 3. Participó en 2011 en el programa Tu cara me suena de esa misma cadena. En el año 2011,  participando en el programa de Antena 3 Atrapa un millón, cambió la respuesta final en el último instante, haciendo perder a un concursante el dinero de premio acumulado durante las pruebas anteriores. El llamativo error tuvo repercusión en redes sociales, donde se sucedieron críticas contra su acción.

## Cine
En cine debutó en 1996 con la película Adiós, tiburón, protagonizada por Josema Yuste. También ha rodado Tiempo de tormenta (2003) de Pedro Olea y Escuela de seducción (2004), de Javier Balaguer.

## Libros
- En 1995 publicó el libro Detrás del espejo.

## Sucesión de Miss España
| Predecesora: Concepción 'Concha' Isabel Tur Espinosa | Miss España 1986 | Sucesora: Sonsoles Artigas Medero |

- Datos: Q3932410